# (1052) Belgica
(1052) Belgica – planetoida z grupy pasa głównego asteroid okrążająca Słońce w ciągu 3 lat i 126 dni w średniej odległości 2,24 au. Została odkryta 15 listopada 1925 w Observatoire Royal de Belgique w Uccle przez Eugène’a Delporte. Nazwa planetoidy pochodzi od Belgii. Przed jej nadaniem planetoida nosiła oznaczenie tymczasowe (1052) 1925 VD.